# Michael Frege
Michael Frege (* 1959 in Düsseldorf) ist ein deutscher Rechtsanwalt und Insolvenzverwalter. Er begleitete als Insolvenzverwalter mehrere aufsehenerregende Insolvenzen, z. B. WCM (2006), Lehman Brothers Deutschland (2008),  Neckermann (2012), der Maple Bank (2016) und Greensill Bank (2021).

## Werdegang
Michael Frege ist der Sohn eines Richters und einer Lehrerin britischer Abstammung. Er wuchs unter fünf Geschwistern in Düsseldorf und Mettmann auf. Seine ältere Schwester Judith Frege ist Balletttänzerin und Buchautorin, und sein jüngerer Bruder Andreas, bekannt als Campino, ist Frontmann der Band Die Toten Hosen. Der Großvater Ludwig Frege war Präsident des Bundesverwaltungsgerichts.
Nach dem Studium der Rechtswissenschaften und der Betriebswirtschaftslehre an der Freien Universität Berlin schloss sich ein Studium der Rechtswissenschaften und der Volkswirtschaftslehre an der Albert-Ludwigs-Universität Freiburg an. Erst 2007 folgte noch eine Promotion.
1990 begann er als Anwalt bei Bender & Partner in Düsseldorf, für die er schon kurz nach der deutschen Wiedervereinigung eine Niederlassung in Chemnitz aufbauen sollte. Diese Tätigkeit setzte er ab 1992 bei Weiss & Hasche in Leipzig fort. In dieser Zeit erhielt er erste Aufträge als Insolvenzverwalter und sammelte Erfahrungen in verschiedensten Branchen. 1997 wurde er Partner der Kanzlei. Im Mai 2000 wurde er zum Fachanwalt für Insolvenzrecht und als Wirtschaftsmediator (IHK) zugelassen.
Öffentliche Diskussionen löste er aus, als bekannt wurde, dass seine Kanzlei für die Abwicklung der deutschen Gesellschaft von Lehman Brothers einen Betrag von mehreren hundert Millionen Euro erhalten solle. Frege hielt dagegen, dass die Darstellung in den Medien verzerrt auf seine Person als führenden Insolvenzverwalter bezogen werde, während eigentlich über 100 Rechtsanwälte und Spezialisten seiner Kanzlei über mehrere Jahre an dem Fall beschäftigt waren.